# مارتین کومپاللا
مارتین کومپاللا (انگلیسی: Martin Kompalla؛ زادهٔ ۲۶ اوت ۱۹۹۲) بازیکن فوتبال است.
از باشگاه‌هایی که در آن بازی کرده‌است می‌توان به باشگاه فوتبال بوخوم اشاره کرد.
وی همچنین در تیم‌های ملی فوتبال Poland national under-17 football team و Poland national under-18 football team بازی کرده‌است.